# Dalechampia brasiliensis
Dalechampia brasiliensis är en törelväxtart som beskrevs av Jean-Baptiste de Lamarck. Dalechampia brasiliensis ingår i släktet Dalechampia och familjen törelväxter. Inga underarter finns listade i Catalogue of Life.